# Télévision mobile personnelle
Pour les articles homonymes, voir TMP.
 (janvier 2012).
Si vous disposez d'ouvrages ou d'articles de référence ou si vous connaissez des sites web de qualité traitant du thème abordé ici, merci de compléter l'article en donnant les références utiles à sa vérifiabilité et en les liant à la section « Notes et références ».
La télévision mobile personnelle (souvent abrégé en TMP) est une télévision numérique dont les récepteurs sont mobiles. Ces derniers peuvent par exemple être intégrés dans des téléphones mobiles ou des véhicules (automobile, autobus, train, métro).

## Description
Il est possible de capter la télévision numérique terrestre (TNT) avec certains appareils mobiles (baladeurs, GPS, téléphones portables), cependant la qualité de réception peut être dégradée du fait d'un format de diffusion qui n'est pas adapté, et au prix d'une consommation électrique élevée. Grâce à la TMP, une série de chaînes, services et programmes spécialement conçus pour les mobiles peuvent être accessibles, même si on y retrouve généralement d'abord des chaînes déjà diffusées sur la TNT.
La TMP peut également proposer une offre de radios ainsi que des services complémentaires (sans interactivité directe en raison de la norme exploitée), mais cela reste rare : la ressource disponible étant limitée, elle est très souvent utilisée exclusivement pour la télévision. 

## Standards
Les standards exploitées pour la TMP dans le monde sont multiples. Les principaux standards sont l'1seg, utilisé au Japon, le T-DMB, exploité en Corée, le standard propriétaire MediaFLO aux États-Unis et les normes DVB-H et DVB-SH adoptées en Europe en 2008.
En diffusion terrestre :
- DVB-H (Digital Video Broadcasting - Handheld) - Europe, Asie, Afrique du Sud
- ATSC-M/H (ATSC Mobile/Handheld) - Amérique du Nord
- T-DMB (Terrestrial Digital Multimedia Broadcast) - Corée du Sud
- 1seg (One Segment), système de TV Mobile basée sur la norme ISDB-T - Japon
- MediaFLO - lancée aux États-Unis, en expérimentation au Royaume-Uni et en Allemagne
- DMB-T/H (désormais nommé DTMB, Digital Terrestrial Multimedia Broadcast) - Chine, Hong Kong et Macao
- DAB-IP (Digital Audio Broadcast) - Royaume-Uni
- iMB (Integrated Mobile Broadcast, 3GPP MBMS) - en expérimentation au Royaume-Uni
- 5G broadcast (3GPP FeMBMS) - en expérimentation en France et dans plusieurs pays Européens

En diffusion par satellite (éventuellement avec une composante terrestre) :
- DVB-SH (Digital Video Broadcasting - Satellite for Handhelds) - Europe
- S-DMB (Satellite Digital Multimedia Broadcast) - Corée du Sud
- CMMB (China Mobile Multimedia Broadcasting) - Chine

La future technologie iMB est envisagée pour la diffusion sur les fréquences de téléphonie mobile, fréquences pour lesquelles les opérateurs de téléphonie mobile détiennent déjà une licence.

## Concurrence et différences avec la réception par 3G
Il est également possible de recevoir la télévision par internet, en utilisant le réseau 3G voire, dans certains pays, la technologie d'accès à internet à haut débit sans fil Wimax.
Un récepteur TMP n'utilise pas de voie de retour pour sélectionner les chaînes. Les récepteurs TMP non connectés ne peuvent être interactifs contrairement au terminaux 3G, sauf des équipements TV nomades TMP/Wifi, ou des ordinateurs portables WIFI/Ethernet équipés d'une fonctionnalité de réception de la TMP. Le nombre de récepteurs TMP en fonctionnement sur une même zone de couverture n'est pas limité contrairement au nombre de mobiles 3G qui lui, est limité par la bande passante disponible du réseau 3G. Le nombre de services (TV, radio ou de données) est fixé par une optimisation technique et une réglementation associée. 

## Mise en place

### En France
En France, seize chaînes de télévision, dont la plupart sont déjà diffusées en TNT, ont été sélectionnées en 2008. Cependant, le lancement de la TMP en France est maintes fois retardé. Initialement prévu pour 2007, puis pour les Jeux olympiques 2008, il est décalé à fin 2008, avril 2009, 2010, puis 2012. La décision d'abandonner le projet TMP pourrait finalement survenir en 2012. En cause : les conditions de déploiement, le modèle économique à adopter, l'essor de l'Internet mobile (3G) qui permet déjà dans les faits de regarder de nombreuses chaînes TV en direct et l'arrivée prochaine du très haut débit mobile en 4G.
De plus le marché semble limité, ainsi un sondage effectué en décembre 2008 révèle que 66 % des Français sont peu ou pas du tout intéressés par la TMP.

#### Historique
- En 2007, la norme décrétée pour la TMP française est le DVB-H, technologie de diffusion hertzienne : elle est définie par la loi du 5 mars 2007[6]. Le Conseil supérieur de l'audiovisuel (CSA) est chargé du pilotage du projet TMP.

- En 2008, 16 chaînes TV dont trois chaînes publiques obtiennent une licence TMP. Les chaînes qui ont été retenues le 27 mai 2008, à la suite de l'appel d'offres du CSA (32 chaînes étaient candidates), sont : TF1, France 2, France 3, Canal+, M6, Arte, Direct 8 (disparue mais remplacée, W9, I-Télé, BFM TV, NRJ 12, NT1, Virgin 17 (disparue mais remplacée), Eurosport, Orange sport et EuropaCorp TV[7]. Le service devrait couvrir essentiellement les zones de circulation dense et les villes, visant 30 % de la population (et non pas 30 % du territoire) d'ici 2012 et 60 % de la population d'ici 2015[8].

- Le secrétariat d'État chargé de la Prospective et du Développement de l'économie numérique, dirigé par Nathalie Kosciusko-Morizet, lance une mission sur la TMP pour trouver un accord sur le modèle économique à adopter. Le secrétariat espère alors des résultats avant fin avril 2009[9].

- En février 2010, les opérateurs de téléphonie mobile Orange et SFR ont indiqué officiellement au gouvernement leur retrait du projet TMP.

- En avril 2010, TDF et Virgin Mobile annoncent un partenariat en vue de déployer un réseau de TMP en France couvrant 50 % de la population en extérieur et 30 % à l'intérieur des bâtiments, dans les 80 plus grandes villes de France. TDF doit supporter l'intégralité des coûts, soit plusieurs dizaines de millions d'euros. Il se remboursera ensuite en faisant payer à Virgin Mobile l'utilisation de ce réseau[10]. Ce réseau doit être mis en service au second semestre 2011[11].

- En janvier 2011, Virgin Mobile annonce son retrait du projet TMP.

- En juin 2011, c'est au tour de TDF d'annoncer également son retrait.

- En novembre 2011, Free déclare vouloir associer la TMP à sa future offre de téléphonie mobile[12].

- Le 4 janvier 2012, les chaines annoncent n'avoir pas trouvé de nouvelle société voulant construire et financer le réseau TMP[13].

#### Offres via les réseaux 3G et 4G
Les opérateurs français de téléphonie mobile sont plutôt réticents à l'émergence d'une offre de TMP, car à l'inverse de la télévision par 3G ou 4G, ceux-ci perdraient le contrôle du contenu diffusé vers les clients. De même que pour la TNT, il n'y aurait plus forcément besoin d'abonnement 3G pour recevoir la télévision. Par exemple, les chaines de télévision ne pourraient plus être facturées individuellement aux clients.
En France la société Mobibase a lancé dès 2007 un bouquet de 20 chaînes TV accessible sur les réseaux 3G et 3G+, OneTV, consacré aux programmes courts, et déclaré auprès du CSA. En 2012, la société Mobibase édite pour le compte d'une cinquantaine d'opérateurs et d'éditeurs un bouquet comptant 180 chaînes.
Certaines chaînes en France ont également lancé une application de TV sur mobiles que l'utilisateur installe sur son smartphone 3G ou 4G/LTE ; le service TV est alors disponible quel que soit l'opérateur mobile : France Télévision, TF1, Canal+, MTV, M6, Molotov TV...

### Reste de l'Europe
En Europe, les Pays-Bas, l'Autriche, l'Italie et la Suisse ont fermé leur réseau dédié de télévision mobile en 2010 ou 2011.

### États-Unis
Aux États-Unis, Qualcomm a cessé son service en 2011.